# Berenar
El berenar (o bereneta a Menorca) és l'àpat del dia que es pren tradicionalment unes tres hores després de dinar. S'hi acostumen a prendre aliments com fruita, xocolata, pa, embotits, iogurts o galetes. A Mallorca i Menorca, el mot berenar també s'empra per a designar l'esmorzar.